# Mads Nielsen (digter)
 For alternative betydninger, se Mads Nielsen. (Se også artikler, som begynder med Mads Nielsen)
Mads Nielsen (født 27. februar 1879 i Langå, død 8. december 1958 i Åbyhøj) var en dansk digter, forfatter og apoteker.
Nielsen blev cand.pharm. i 1904 og var apoteker i Vester Skerninge fra 1932 og senere i Kolding fra 1943. Han debuterede som digter i 1910, men det blev befrielsessangen En lærke letted og tusind fulgte fra 1945, der blev hans store folkelige gennembrud.
Nielsen er begravet på Kolding Søndre Kirkegård.